# 向阳街道 (北京市)
向阳街道，是中华人民共和国北京市房山區下辖的一个街道办事处。

## 历史
向阳街道办事处于1975年设立，当时属燕山石油化工区办事处，1980年10月改属燕山区。1976年4月成立栗园街道办事处。
1983年，向阳街道南部地区析置为迎风街道，1987年燕山区撤销后改属房山区燕山办事处。
2002年，栗园街道被撤销，其下辖的栗园东里、栗园北里、栗园胜利桥3个社区并入向阳街道。

## 行政区划
向阳街道下辖以下地区：
向阳里社区、岗山社区、迎风一里社区、凤凰亭社区和栗园社区。